# 영암 도갑사 석조여래좌상
영암 도갑사 석조여래좌상(靈巖 道岬寺 石造如來坐像)은 전라남도 영암군에 있는 고려시대의 불상이다. 
1963년 1월 21일 대한민국의 보물 제89호 도갑사석조여래좌상(道岬寺石造如來坐像)으로 지정되었다가, 2010년 8월 25일 현재의 명칭으로 변경되었다.

## 개요
전라남도 영암군 도갑사의 미륵전에 모셔져 있는 석조불상이다. 이 불상은 몸체와 광배(光背)가 하나의 돌로 조각되어 있어서 마치 바위에 직접 불상을 새긴 마애불과 같은 기법이다.
머리에는 작은 소라 모양의 머리칼을 붙여 놓았으며 정수리에는 상투 모양의 머리(육계)를 큼직하게 표현하고 있다. 얼굴은 타원형이며 도드라진 눈덩이, 넓적한 코, 두터운 입술은 강건하면서도 미소를 잃지 않는 모습이다. 넓은 어깨, 평평한 가슴, 단순한 몸의 굴곡 등은 생동감이 없는 경직된 모습이다. 옷은 오른쪽 어깨를 드러낸 채 왼쪽 어깨에서 겨드랑이로 걸쳐 입고 있으며 몇가닥의 옷주름이 투박하게 표현되었다.
갸름한 타원형 광배의 가운데에는 연꽃무늬가 새겨져 있고, 꼭지와 머리 양 옆에 각각 작은 부처가 표현되었다. 광배에 새겨진 조각은 대체적으로 생략이 강하다. 불상을 모시기 위해 만들어 놓은 대좌(臺座)는 밋밋한 4각형의 형태를 하고 있으나, 본래는 연꽃무늬를 새긴 8각형의 대좌였을 것으로 추측되기도 한다.
다소 경직되고 형식화된 수법을 보여주지만 얼굴표정에서 훈훈한 정감을 느끼게 하는 불상이다. 이 불상은 통일신라시대의 불상양식을 그대로 계승하면서도 투박하고 생략이 강한 고려적 요소를 충실히 보여주고 있는 고려 중기의 작품으로 보인다.

## 참고 자료
- 영암 도갑사 석조여래좌상 - 국가유산청 국가유산포털